# Lost Planet 3
Lost Planet 3 é um videojogo de tiro em terceira pessoa desenvolvido pela Spark Unlimited e  publicado pela Capcom para PlayStation 3, Microsoft Windows e Xbox 360. O jogo tem lugar no mesmo planeta, E.D.N. III, e acontece antes dos eventos dos dois primeiros jogos. O argumento da campanha tem um gênero de narrativa similar ao primeiro jogo, Lost Planet: Extreme Condition.
Ao contrário dos jogos anteriores da série, que foram produzidos internamente pela Capcom, Lost Planet 3 foi desenvolvido externamente pela Spark Unlimited, sendo que o criador da série, Kenji Oguro, continuou a ser o diretor. Como outros jogos da Capcom  cujo desenvolvimento é feito por produtores ocidentais, em vez de serem produzidos internamente, algo já visto em DmC: Devil May Cry.